# Campeonato Mundial de Atletismo de 2011 - 400 m com barreiras feminino
A prova dos 400 metros com barreiras feminino do Campeonato Mundial de Atletismo de 2011 foi disputada entre os dias 29 de agosto e 1º de setembro  no Daegu Stadium, em Daegu

## Recordes
Antes desta competição, os recordes mundiais e do campeonato nesta prova eram os seguintes.
| Tipo                  | Atleta            | Tempo | Local  | Data                 | Ref |
| --------------------- | ----------------- | ----- | ------ | -------------------- | --- |
|                       | Yuliya Pechonkina | 52:34 | Tula   | 8 de agosto de 2003  | ver |
| Recorde do campeonato | Melaine Walker    | 52:42 | Berlim | 20 de agosto de 2009 | ver |

## Medalhistas
| Ouro                 | Prata                | Bronze                |
| Lashinda Demus (USA) | Melaine Walker (JAM) | Natalya Antyukh (RUS) |

## Cronograma
| Data           | Hora  | Evento    |
| -------------- | ----- | --------- |
| 29 de agosto   | 12:20 | Bateria   |
| 30 de agosto   | 19:00 | Semifinal |
| 1º de setembro | 21:15 | Final     |

Todos os horários são horas locais (UTC +9)

## Resultados

### Bateria
Qualificação: Os 4 de cada bateria (Q) e os 4 mais rápidos (q) avançam para a semifinal.
| Colocação | Atleta                | Tempo          |
| --------- | --------------------- | -------------- |
| 1         | Kaliese Spencer       | 54:93 (Q)      |
| 2         | Anastasiya Rabchenyuk | 55:08 (Q)      |
| 3         | Queen Harrison        | 55:11 (Q)      |
| 4         | Lauren Boden          | 55:78 (Q) (SB) |
| 5         | Vera Barbosa          | 56:31 (q)      |
| 6         | Christine Merrill     | 57:05          |
| 7         | Bimbo Miel Ayedou     | 58:80          |

| Colocação | Atleta                       | Tempo          |
| --------- | ---------------------------- | -------------- |
| 1         | Zuzana Hejnová               | 55:12 (Q)      |
| 2         | Elena Churakova              | 55:39 (Q)      |
| 3         | Élodie Ouédraogo             | 55:40 (Q) (PB) |
| 4         | Hanna Titimets               | 55:40 (Q)      |
| 5         | Sara Petersen                | 56:32 (q) (NR) |
| 6         | Nikolina Horvat              | 56:60 (q)      |
| 7         | Hanitrasoa Olga Razanamalala | 57:25 (PB)     |

| Colocação | Atleta                 | Tempo        |
| --------- | ---------------------- | ------------ |
| 1         | Lashinda Demus         | 54:93 (Q)    |
| 2         | Perri Shakes-Drayton   | 55:90 (Q)    |
| 3         | Hanna Yaroshchuk       | 55:99 (Q)    |
| 4         | Nickiesha Wilson       | 56:08 (Q)    |
| 5         | Jailma de Lima         | 57:21        |
| 6         | Birsen Engin           | 57:22        |
| 7         | Sharolyn Scott         | 58:78        |
| 8         | Fatima Sulaiman Dahman | 1:11:49 (PB) |

| Colocação | Atleta               | Tempo          |
| --------- | -------------------- | -------------- |
| 1         | Vania Stambolova     | 55:29 (Q)      |
| 2         | Ristananna Tracey    | 55:96 (Q)      |
| 3         | Eilidh Child         | 56:18 (Q)      |
| 4         | Muizat Ajoke Odumosu | 56:23 (Q) (SB) |
| 5         | Nagihan Karadere     | 56:76          |
| 6         | Stine Meland Tomb    | 57:51          |
| 7         | Déborah Rodríguez    | 59:52          |
| 8         | Jessica Aguilera     | 1:02:78 (NR)   |

| Colocação | Atleta           | Tempo          |
| --------- | ---------------- | -------------- |
| 1         | Melaine Walker   | 54:86 (Q)      |
| 2         | Natalya Antyukh  | 54:88 (Q)      |
| 3         | Wenda Theron     | 56:13 (Q) (PB) |
| 4         | Jasmine Chaney   | 56:28 (Q)      |
| 5         | Satomi Kubokura  | 56:66 (q)      |
| 6         | Manuela Gentili  | 56:71          |
| 7         | Amailya Sharoyan | 58:54 (NR)     |
| 8         | Kyeong-Mi Son    | 1:00:21        |

### Semifinal
Qualificação: Os 2 de cada bateria (Q) e os 2 mais rápidos (q) avançam para a final.
| Colocação | Atleta           | Tempo      |
| --------- | ---------------- | ---------- |
| 1         | Vania Stambolova | 54:72 (Q)  |
| 2         | Elena Churakova  | 55:02 (Q)  |
| 3         | Kaliese Spencer  | 55:02 (q)  |
| 4         | Hanna Yaroshchuk | 55:09      |
| 5         | Élodie Ouédraogo | 55:29 (PB) |
| 6         | Eilidh Child     | 55:89      |
| 7         | Jasmine Chaney   | 55:97      |
| 8         | Nikolina Horvat  | 57:02      |

| Colocação | Atleta                | Tempo              |
| --------- | --------------------- | ------------------ |
| 1         | Natalya Antyukh       | 54:72 (Q)          |
| 2         | Melaine Walker        | 54:97 (Q)          |
| 3         | Anastasiya Rabchenyuk | 55:06 (q)          |
| 4         | Queen Harrison        | 55:44              |
| 5         | Muizat Ajoke Odumosu  | 56:41              |
| 6         | Nickiesha Wilson      | 56:58              |
| 7         | Satomi Kubokura       | Predefinição:Heure |
| 8         | Wenda Theron          | 57:06              |

| Colocação | Atleta               | Tempo     |
| --------- | -------------------- | --------- |
| 1         | Lashinda Demus       | 53:82 (Q) |
| 2         | Zuzana Hejnová       | 54:76 (Q) |
| 3         | Perri Shakes-Drayton | 55:07     |
| 4         | Ristananna Tracey    | 55:55     |
| 5         | Hanna Titimets       | 55:82     |
| 6         | Sara Petersen        | 56:49     |
| 7         | Lauren Boden         | 56:68     |
| 8         | Vera Barbosa         | 57:70     |

### Final
A final teve inicio ás 21:15 
| Colocação         | Faixa | Nome                  | Nacionalidade  | Tempo | Notas  |
| ----------------- | ----- | --------------------- | -------------- | ----- | ------ |
| Medalha de ouro   | 3     | Lashinda Demus        | Estados Unidos | 52.47 | WL, NR |
| Medalha de prata  | 8     | Melaine Walker        | Jamaica        | 52.73 | SB     |
| Medalha de bronze | 5     | Natalya Antyukh       | Rússia         | 53.85 |        |
| 4                 | 2     | Kaliese Spencer       | Jamaica        | 54.01 |        |
| 5                 | 1     | Anastasiya Rabchenyuk | Ucrânia        | 54.18 | SB     |
| 6                 | 6     | Vania Stambolova      | Bulgária       | 54.23 |        |
| 7                 | 4     | Zuzana Hejnová        | Chéquia        | 54.23 |        |
| 8                 | 7     | Elena Churakova       | Rússia         | 55.17 |        |

Legenda
| Recorde mundial       | Recorde mundial (World record)               |                       | Recorde africano                      | Recorde africano (African) |                                           | Q | Classificado por posição (Qualified) |
| Recorde do campeonato | Recorde do campeonato (Championship record)  | Recorde da América    | Recorde da América (Americas)         | q                          | Classificado por melhor tempo (Qualified) |   |                                      |
| Melhor marca do ano   | Melhor marca do ano (World leading)          | Recorde asiático      | Recorde asiático (Asian)              | DNS                        | Não largou (Did not start)                |   |                                      |
| Recorde nacional      | Recorde nacional (National record)           | Recorde europeu       | Recorde europeu (European)            | DNF                        | Não terminou (Did not finish)             |   |                                      |
| Recorde pessoal       | Recorde pessoal do atleta (Personal best)    | Recorde da Oceania    | Recorde da Oceania (Oceania)          | DSQ / DQ                   | Desclassificado (Disqualified)            |   |                                      |
| Recorde da temporada  | Recorde da temporada do atleta (Season best) | Recorde sul-americano | Recorde sul-americano (South America) | NM                         | Sem marca (No mark)                       |   |                                      |